# سفينة الشبح

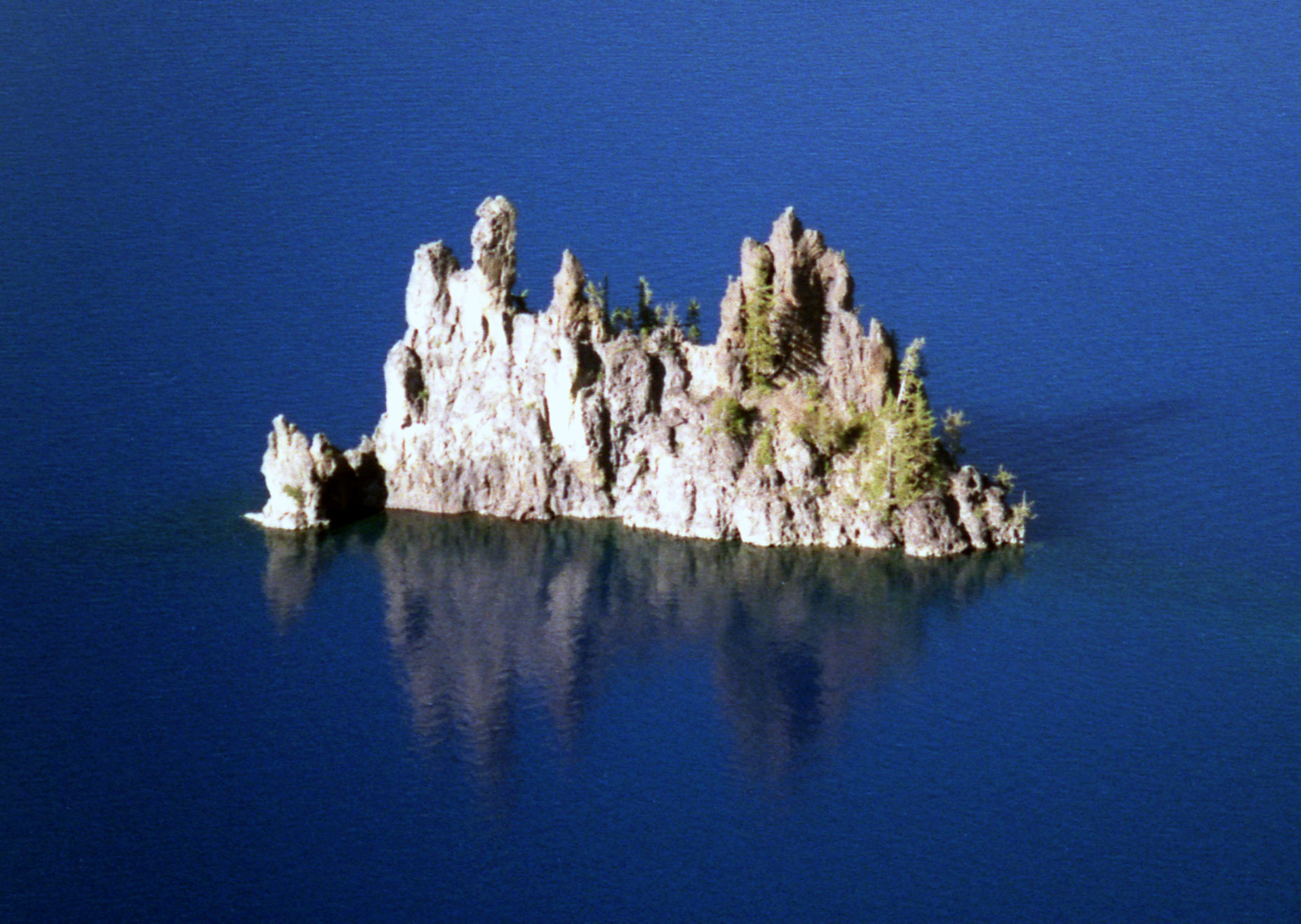
سفينة الشبح

شبح السفينة هي جزيرة صغيرة في بحيرة كريتر في ولاية أوريغون الأميركية. وهي ناتجة عن تكوين طبيعي للصخور بشكل عمودي و تستمد اسمها من التشابه بينه وبين سفينة الأشباح ، خاصة في الظروف الضبابية وانخفاض الضوء.